# Список игроков по количеству чемпионских титулов в НБА

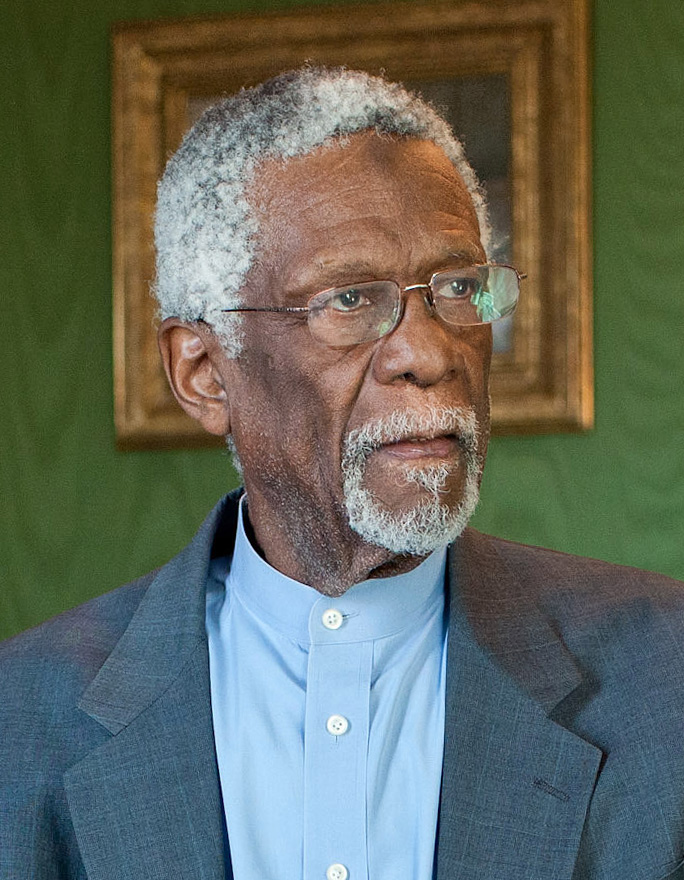
Билл Расселл - 11-кратный чемпион НБА в составе Бостон Селтикс.

Список игроков НБА с наибольшим количеством чемпионских титулов в лиге. Национальная баскетбольная ассоциация — профессиональная баскетбольная лига в Северной Америке. Она была основана в 1946 году как Баскетбольная ассоциация Америки (БАА). Ассоциация получила своё нынешнее название на старте сезона 1949/1950 после объединения с Национальной баскетбольной лигой (НБЛ). По окончании финальной серии игр команда-чемпион получает кубок Ларри О’Брайена. Игроки команды-победительницы обычно получают чемпионские кольца. В ряде случаев игроки получали другие памятные предметы вместо колец, такие как наручные часы.
Биллу Расселлу — центровому «Бостон Селтикс» — принадлежит рекорд по количеству чемпионских титулов. За свою 13-летнюю карьеру в НБА он 11 раз выигрывал чемпионат. В первый год в «Бостон Селтикс» он стал чемпионом. После этого Билл ещё 10 раз выигрывал чемпионат в течение следующих 12 лет, из которых 8 раз подряд в период с 1959 по 1966 гг. Свои последние два чемпионата 1968 года и 1969 года он выиграл в качестве играющего тренера. Одноклубник Рассела, Сэм Джонс, выиграл 10 чемпионских титулов в период с 1959 по 1969 гг. Ещё четыре игрока «Селтикс»: Том Хейнсон, Кей Си Джонс, Сэтч Сэндерс и Джон Хавличек выигрывали чемпионат 8 раз. Двое других игроков «Селтикс»: Джим Лоскутофф и Фрэнк Рэмзи, становились чемпионами по 7 раз. Четыре игрока — Боб Коузи, Карим Абдул-Джаббар, Майкл Джордан и Скотти Пиппен, имеют по 6 чемпионских колец. Джордан и Пиппен, являясь игроками «Чикаго Буллс», дважды выигрывали чемпионат по три раза подряд в 90-е гг. Роберт Орри, Джон Сэлли, Дэнни Грин и Леброн Джеймс — единственные игроки, которым удалось стать чемпионами в составах трёх разных команд. Орри выигрывал чемпионат в общей сложности 7 раз в составе «Хьюстон Рокетс», «Лос-Анджелес Лейкерс» и «Сан-Антонио Спёрс». Сэлли был чемпионом в сумме 4 раза за «Детройт Пистонс», за «Чикаго Буллс» и за «Лос-Анджелес Лейкерс». Джеймс был чемпионом в сумме 4 раза за «Майами Хит», за «Кливленд Кавальерс» и за «Лос-Анджелес Лейкерс». Грин стал чемпионом в составе «Сан-Антонио Спёрс» в 2014 году, «Торонто Рэпторс» в 2019 году и чемпионом в составе «Лос-Анджелес Лейкерс» в 2020 году. Фрэнк Сол, Стив Керр, Патрик Маккоу и Дэнни Грин — единственные игроки, выигрывавшие чемпионат два года подряд в составах разных команд. Сол стал чемпионом сначала с «Рочестер Роялз», затем с «Миннеаполис Лейкерс» в 50-е гг. Керр выиграл чемпионат вместе с «Буллс», а потом со «Спёрс» в 90-е гг, Маккоу стал чемпионом в составе «Голден Стэйт Уорриорз» в сезонах 16/17 и 17/18, а затем, в «Торонто Рэпторс» в сезоне 18/19.

## Список

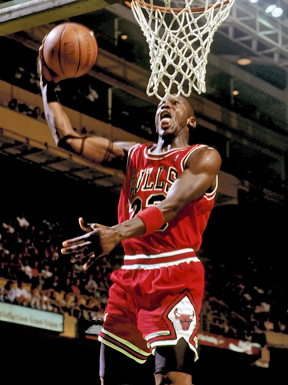
Майкл Джордан — обладатель 6 чемпионских колец.

| Поз. | G                                                        | Защитник                                                 | F                                                        | Форвард                                                  | C                                                        | Центровой                                                |
| *    | Обозначает игроков, вошедших в баскетбольный зал славы   | Обозначает игроков, вошедших в баскетбольный зал славы   | Обозначает игроков, вошедших в баскетбольный зал славы   | Обозначает игроков, вошедших в баскетбольный зал славы   | Обозначает игроков, вошедших в баскетбольный зал славы   | Обозначает игроков, вошедших в баскетбольный зал славы   |
| ^    | Обозначает игроков, которые в данный момент играют в НБА | Обозначает игроков, которые в данный момент играют в НБА | Обозначает игроков, которые в данный момент играют в НБА | Обозначает игроков, которые в данный момент играют в НБА | Обозначает игроков, которые в данный момент играют в НБА | Обозначает игроков, которые в данный момент играют в НБА |

| Место | Игрок                                                         | Поз. | Количество сезонов | Всего побед | Команда чемпион                                                                                    | Ссылки |
| ----- | ------------------------------------------------------------- | ---- | ------------------ | ----------- | -------------------------------------------------------------------------------------------------- | ------ |
| 1     | Билл Расселл*                                                 | C    | 13                 | 11          | Бостон Селтикс (1957, 1959, 1960, 1961, 1962, 1963, 1964, 1965, 1966, 1968, 1969)                  | [ 1 ]  |
| 2     | Сэм Джонс*                                                    | G/F  | 12                 | 10          | Бостон Селтикс (1959, 1960, 1961, 1962, 1963, 1964, 1965, 1966, 1968, 1969)                        | [ 2 ]  |
| 3     | Том Хейнсон*                                                  | F/C  | 9                  | 8           | Бостон Селтикс (1957, 1959, 1960, 1961, 1962, 1963, 1964, 1965)                                    | [ 3 ]  |
| 3     | Кей Си Джонс*                                                 | G    | 9                  | 8           | Бостон Селтикс (1959, 1960, 1961, 1962, 1963, 1964, 1965, 1966)                                    | [ 4 ]  |
| 3     | Сатч Сандерс*                                                 | F    | 13                 | 8           | Бостон Селтикс (1961, 1962, 1963, 1964, 1965, 1966, 1968, 1969)                                    | [ 5 ]  |
| 3     | Джон Хавличек*                                                | F/G  | 16                 | 8           | Бостон Селтикс (1963, 1964, 1965, 1966, 1968, 1969, 1974, 1976)                                    | [ 6 ]  |
| 7     | Джим Лоскутофф                                                | F    | 9                  | 7           | Бостон Селтикс (1957, 1959, 1960[b], 1961, 1962, 1963, 1964)                                       | [ 7 ]  |
| 7     | Фрэнк Рэмзи*                                                  | F/G  | 9                  | 7           | Бостон Селтикс (1957, 1959, 1960, 1961, 1962, 1963, 1964)                                          | [ 8 ]  |
| 7     | Роберт Орри                                                   | F    | 16                 | 7           | Хьюстон Рокетс (1994, 1995) Лос-Анджелес Лейкерс (2000, 2001, 2002) Сан-Антонио Спёрс (2005, 2007) | [ 9 ]  |
| 10    | Боб Коузи*                                                    | G    | 14                 | 6           | Бостон Селтикс (1957, 1959, 1960, 1961, 1962, 1963)                                                | [ 10 ] |
| 10    | Карим Абдул-Джаббар* (урожденный Фердинанд Льюис Алсиндор)[c] | C    | 20                 | 6           | Милуоки Бакс (1971) Лос-Анджелес Лейкерс (1980, 1982, 1985, 1987, 1988)                            | [ 11 ] |
| 10    | Майкл Джордан*                                                | G/F  | 15                 | 6           | Чикаго Буллз (1991, 1992, 1993, 1996, 1997, 1998)                                                  | [ 12 ] |
| 10    | Скотти Пиппен*                                                | F/G  | 17                 | 6           | Чикаго Буллз (1991, 1992, 1993, 1996, 1997, 1998)                                                  | [ 13 ] |
| 14    | Джордж Майкен*                                                | C    | 7                  | 5           | Миннеаполис Лейкерс (1949, 1950, 1952, 1953, 1954)                                                 | [ 14 ] |
| 14    | Джим Поллард*                                                 | F/C  | 7                  | 5           | Миннеаполис Лейкерс (1949, 1950, 1952, 1953, 1954)                                                 | [ 15 ] |
| 14    | Слэйтер Мартин*                                               | G    | 11                 | 5           | Миннеаполис Лейкерс (1950, 1952, 1953, 1954) Сент-Луис Хокс (1958)                                 | [ 16 ] |
| 14    | Ларри Зигфрид                                                 | F    | 9                  | 5           | Бостон Селтикс (1964, 1965, 1966, 1968, 1969)                                                      | [ 17 ] |
| 14    | Дон Нельсон*                                                  | F    | 14                 | 5           | Бостон Селтикс (1966, 1968, 1969, 1974, 1976)                                                      | [ 18 ] |
| 14    | Мэджик Джонсон*                                               | G/F  | 13                 | 5           | Лос-Анджелес Лейкерс (1980, 1982, 1985, 1987, 1988)                                                | [ 19 ] |
| 14    | Майкл Купер                                                   | G/F  | 12                 | 5           | Лос-Анджелес Лейкерс (1980, 1982, 1985, 1987, 1988)                                                | [ 20 ] |
| 14    | Деннис Родман*                                                | F    | 14                 | 5           | Детройт Пистонс (1989, 1990) Чикаго Буллз (1996, 1997, 1998)                                       | [ 21 ] |
| 14    | Рон Харпер                                                    | G/F  | 15                 | 5           | Чикаго Буллз (1996, 1997, 1998) Лос-Анджелес Лейкерс (2000, 2001)                                  | [ 22 ] |
| 14    | Стив Керр                                                     | G    | 15                 | 5           | Чикаго Буллз (1996, 1997, 1998) Сан-Антонио Спёрс (1999, 2003)                                     | [ 23 ] |
| 14    | Коби Брайант*                                                 | G    | 16                 | 5           | Лос-Анджелес Лейкерс (2000, 2001, 2002, 2009, 2010)                                                | [ 24 ] |
| 14    | Дерек Фишер                                                   | G    | 16                 | 5           | Лос-Анджелес Лейкерс (2000, 2001, 2002, 2009, 2010)                                                | [ 25 ] |
| 14    | Тим Данкан*                                                   | F/C  | 15                 | 5           | Сан-Антонио Спёрс (1999, 2003, 2005, 2007, 2014)                                                   | [ 26 ] |
| 27    | Верн Миккелсен*                                               | F/C  | 10                 | 4           | Миннеаполис Лейкерс (1950, 1952, 1953, 1954)                                                       | [ 27 ] |
| 27    | Фрэнк Сол                                                     | G/F  | 6                  | 4           | Рочестер Роялз (1951) Миннеаполис Лейкерс (1952, 1953, 1954)                                       | [ 28 ] |
| 27    | Билл Шерман*                                                  | G    | 11                 | 4           | Бостон Селтикс (1957, 1959, 1960, 1961)                                                            | [ 29 ] |
| 27    | Джамал Уилкс*                                                 | G/F  | 12                 | 4           | Голден Стэйт Уорриорз (1975) Лос-Анджелес Лейкерс (1980, 1982, 1985[d])                            | [ 30 ] |
| 27    | Курт Рэмбис                                                   | F    | 14                 | 4           | Лос-Анджелес Лейкерс (1982, 1985, 1987, 1988)                                                      | [ 31 ] |
| 27    | Роберт Пэриш*                                                 | C    | 21                 | 4           | Бостон Селтикс (1981, 1984, 1986) Чикаго Буллз (1997)                                              | [ 32 ] |
| 27    | Уилл Пердью                                                   | C    | 13                 | 4           | Чикаго Буллз (1991, 1992, 1993) Сан-Антонио Спёрс (1999)                                           | [ 33 ] |
| 27    | Джон Сэлли                                                    | F/C  | 11                 | 4           | Детройт Пистонс (1989, 1990) Чикаго Буллз (1996) Лос-Анджелес Лейкерс (2000)                       | [ 34 ] |
| 27    | Хорас Грант                                                   | F/C  | 17                 | 4           | Чикаго Буллз (1991, 1992, 1993) Лос-Анджелес Лейкерс (2001)                                        | [ 35 ] |
| 27    | Шакил О’Нил*                                                  | C    | 19                 | 4           | Лос-Анджелес Лейкерс (2000, 2001, 2002) Майами Хит (2006)                                          | [ 36 ] |
| 27    | Эмануэль Джинобили                                            | G    | 11                 | 4           | Сан-Антонио Спёрс (2003, 2005, 2007, 2014)                                                         | [ 37 ] |
| 27    | Тони Паркер                                                   | G    | 12                 | 4           | Сан-Антонио Спёрс (2003, 2005, 2007, 2014)                                                         | [ 38 ] |
| 27    | Леброн Джеймс^                                                | F    | 17                 | 4           | Майами Хит (2012, 2013) Кливленд Кавальерс (2016) Лос-Анджелес Лейкерс (2020)                      | [ 39 ] |
| 27    | Стефен Карри^                                                 | G    | 13                 | 4           | Голден Стэйт Уорриорз (2015, 2017, 2018, 2022)                                                     | [ 40 ] |
| 27    | Дрэймонд Грин^                                                | F    | 10                 | 4           | Голден Стэйт Уорриорз (2015, 2017, 2018, 2022)                                                     | [ 41 ] |
| 27    | Андре Игудала^                                                | F    | 18                 | 4           | Голден Стэйт Уорриорз (2015, 2017, 2018, 2022)                                                     | [ 42 ] |
| 27    | Клей Томпсон^                                                 | G    | 10                 | 4           | Голден Стэйт Уорриорз (2015, 2017, 2018, 2022)                                                     | [ 43 ] |